# بلع الهواء
بلع الهواء أو ابتلاع الهواء (بالإنجليزية: Aerophagia)، هي حالة طبية تُعرف بفرط ابتلاع الهواء، والذي يذهب إلى المعدة. وقد يشير المصطلح أيضاً إلى الحالة غير الأعتيادية حينما تكون العوارض الأساسية من إطلاق الريح و التجشؤ غير موجودة والآلية الفعلية التي يدخل بها الهواء إلى القناة الهضمية غير معروفة. في بعض الأحيان قد تُنَسب الحالة في الطب النفسي إلى العصبية أو القلق.

## الأعراض
- تطبل.[4]
- ضيق في الصدر.[5]
- غثيان.
- ضيق النفس.[6]
- حرقة الفؤاد.
- تجشؤ.
- الجوع.
- ألم بطني.

## الأسباب
ويرتبط بلع الهواء بمضغ العلكة، والتدخين، وشرب المشروبات الغازية، وتناول الطعام بسرعة كبيرة، ضغط مجرى التنفس الإيجابي (إذا كان مرتفعًا جدًا)، وارتداء أطقم الأسنان السائبة. في الأشخاص الذين يعانون من انسداد العمود الفقري العنقي، يمكن أن يسبب استنشاق الهواء لدخوله إلى المريء والمعدة.

## التشخيص
يتم تشخيص الحالة في 8.8٪ من المرضى المتأخرين عقلياً، حيث لا يكون التنسيق بين البلع والتنفس محددًا بشكل جيد. يعتبر ابتلاع الهواء أيضاً من الأعراض الجانبية الخطيرة للتهوية ميكانيكية والتي تستخدم بشكل واسع في العلاج.
ويستند التشخيص على الصوت الذي يَسمعُه الطبيب من خلال السمّاعة الطبية الموضوعة خارج تجويف البطن. باستخدام هذا الأسلوب، يكتشف المشكلة وفي بعض الأحيان يكتشفها في وقت متأخر .
قد يؤدي الكشف المتأخر عن بلع الهواء إلى انتفاخٍ في المعدة، والذي بدوره يمكن أن يرفع الحجاب الحاجز أو يتسبب بخروج محتويات المعدة إلى الرئتين ، أو تمزق هوائي في المريء بسبب انتفاخ المعدة الشديد.

## روابط خارجية
- Management of Belching, Hiccups, and Aerophagia
- Aerophagia Symptoms and Treatment نسخة محفوظة 5 ديسمبر 2019 على موقع واي باك مشين.